# Kattistjärnen (Lycksele socken, Lappland)
Kattistjärnen är en sjö i Lycksele kommun i Lappland och ingår i Umeälvens huvudavrinningsområde. Sjön har en area på 0,0835 kvadratkilometer och ligger 228,4 meter över havet.

## Delavrinningsområde
Kattistjärnen ingår i det delavrinningsområde (715846-165009) som SMHI kallar för Utloppet av Stor-Nottjärnen. Medelhöjden är 259 meter över havet och ytan är 27,66 kvadratkilometer. Det finns ett avrinningsområde uppströms, och räknas det in blir den ackumulerade arean 29,98 kvadratkilometer. Ekorrbäcken som avvattnar avrinningsområdet har biflödesordning 3, vilket innebär att vattnet flödar genom totalt 3 vattendrag innan det når havet efter 143 kilometer. Avrinningsområdet består mestadels av skog (93 procent). Avrinningsområdet har 1,18 kvadratkilometer vattenytor vilket ger det en sjöprocent på 4,3 procent.